# Karin Söder
Karin Ann-Marie Söder, född Bergenfur den 30 november 1928 i Frykerud, död 19 december 2015 i Täby, var en svensk centerpartistisk politiker. Hon var riksdagsledamot 1971–1991, utrikesminister 1976–1978, socialminister 1979–1982 och Centerpartiets partiledare 1985–1987 (vald 1986). 

## Biografi

### Minister, partiledare
Söder var såväl Sveriges första kvinna som utrikesminister och socialminister som första kvinna som partiordförande för ett riksdagsparti när hon tillträdde 1976 respektive 1985. Som utrikesminister i regeringen Fälldin I förespråkade hon nedrustning och hon fördömde i FN:s generalförsamling den 29 september 1977 USA:s planer på att skaffa neutronbomb. Som socialminister förknippas hon bland annat med förslaget om att lördagsstänga Systembolaget som infördes 1982. Lördagsstängningen upphörde 2000–2001. 
Det var i december 1985 då Thorbjörn Fälldin med omedelbar verkan avgick som partiledare som Karin Söder tillfälligt tog över partiledarposten i egenskap av förste vice ordförande. I juni 1986 valdes hon formellt till partiledare vid partistämman. Söder valde att avgå i februari 1987 från partiledarposten på grund av sjukdom.

### Övriga aktiviteter
Söder kvarstod i riksdagen fram tills 1991. Hon var ordförande för Rädda Barnen 1983–1995 och utsågs till hedersdoktor vid KTH 1995. Hon var under många år ledamot av kyrkofullmäktige i Täby församling och i kyrkovalet 2009 kryssades hon in i kyrkomötet. Hon var i många år fram till 2012 ordförande för svenska huvudavdelningen för Letterstedska föreningen. Som pensionär ägnade Söder även stort intresse åt Selma Lagerlöf, som hon föreläst om.
Till Söders 80-årsdag 2008 instiftade Centerpartiet ett stipendium, Karin Söders Selma Lagerlöf-stipendium. Pristagaren utses av Selma Lagerlöf-sällskapet.

### Familj
Söder var lärare och gift med Gunnar Söder, före detta generaldirektör, och mor till Annika Söder som var kabinettssekreterare till utrikesminister Margot Wallström från 2014 till 2019.